# Mitch Albom
Mitchell David "Mitch" Albom, född 23 maj 1958 i Passaic, New Jersey, är en amerikansk journalist, kolumnist och författare, som är mest känd för sin roman Tisdagarna med Morrie (1997).

## Svenska översättningar
- Tisdagarna med Morrie: en gammal man, en ung man och livets största lektion (Tuesdays with Morrie) (översättning Kerstin Hallén) (Forum, 2000)
- Fem personer du möter i himlen (The five persons you meet in heaven) (översättning Niclas Hval) (Forum, 2004)
- Ge mig en dag till (For one more day) (översättning Melinda Hoelstad) (Forum, 2007)
- Alberts sista önskan (Have a little faith) (översättning Anna Olsson) (Forum, 2010)